# Маріанн Мартінсен
Маріанн Мартінсен (норв. Mariann Marthinsen, до шлюбу Вестбостад; нар. 9 серпня 1984) — норвезька спортсменка-паралімпійка, змагалась у плаванні та лижних перегонах. Призерка літніх Паралімпійських ігор 2008 та чемпіонка зимових Паралімпійських ігор 2014.

## Біографія
Маріанн Вестбостад народилася 9 вересня 1984 року. Їй ампутували праву ногу у дворічному віці після дорожньо-транспортної пригоди. Після закінчення школи навчалася у Західно-Норвезькому університеті прикладних наук. Там вона вивчала соціальну роботу, а після закінчення стала соціальною працівницею.

### Спортивне плавання
У 2003 році стала займатися спортивним плаванням. Взяла участь у Паралімпіаді-2004 в Афінах, де зайняла четверте місце на 100-метрівці на спині, 8-ме місце на 100 метрах вільним стилем, а на 50 метрах вона досягла 6-го місця. У 2006 році вона взяла участь у Чемпіонаті світу з плавання серед неповносправних у Дурбані Південна Африка, де зайняла 2-е місце у змаганні на 100 метрів на спині. На 100 метрах вільним стилем прийшла четвертою, а у змаганні на 50 метрів досягла 5-го місця. У 2008 році Мартінсен завоювала бронзову медаль на літніх Паралімпійських іграх в Пекіні, Китай, в жіночому змаганні на 100 метрів на спині у класі S8. У наступному році вона здобула золото у змаганнях на 100 м вільним стилем на чемпіонаті світу серед інвалідів у Ріо-де-Жанейро, Бразилія. За свою кар'єру у плаванні Маріанн Мартінсен встановила 17 світових рекордів.

### Лижні перегони
У 2008 році Маріанн Мартінсен вирішила переключитися на зимовий вид спорту — лижні перегони. Вона взяла участь у зимовій Паралімпіаді-2010, була прапороносцем Норвегії на церемонії відкриття. На цій Паралімпіаді Маріанн незавоювала медалей.
Вона здобула три медалі на Чемпіонаті світу з лижних перегонів та виграла Кубок світу з лижного спорту 2013/14.

#### Паралімпіада 2014
На зимових Паралімпійських ігор 2014 в Сочі Маріанн Мартінсен завоювала золоту медаль у жіночому спринті на 1 км класичним стилем сидячи. У гонці на 5 км, у Мартінсен пошкодилась одна лижа, в результаті вона зайняла 15-е місце. У перегонах на 12 км вона стала четвертою. 
Маріанн Мартінсен змагалася у змішаній естафеті 4×2,5 км разом з Еріком Бюе та Нільс-Еріком Ульсетом, з якими завоювала бронзову медаль.
Результати
Жінки
| Спортсмен         | Дисципліна           | Кваліфікація | Кваліфікація | Кваліфікація | Півфінал  | Півфінал | Фінал   | Фінал     | Фінал |
| Спортсмен         | Дисципліна           | Час          | Результат    | Місце        | Результат | Місце    | Час     | Результат | Місце |
| ----------------- | -------------------- | ------------ | ------------ | ------------ | --------- | -------- | ------- | --------- | ----- |
| Маріанн Мартінсен | 1 км, спринт, сидячи | 2:30.61      | 2:30.61      | 1Q           | 2:57.7    | 1Q       | 2:45.6  | 2:45.6    | 1     |
| Маріанн Мартінсен | 5 км, сидячи         | Н/Д          | Н/Д          | Н/Д          | Н/Д       | Н/Д      | 18:39.0 | 18:39.0   | 15    |
| Маріанн Мартінсен | 12 км, сидячи        | Н/Д          | Н/Д          | Н/Д          | Н/Д       | Н/Д      | 40:00.8 | 40:00.8   | 4     |

Естафета
| Спортсмени                                                                    | Дисципліна                | Фінал   | Фінал |
| Спортсмени                                                                    | Дисципліна                | Час     | Місце |
| ----------------------------------------------------------------------------- | ------------------------- | ------- | ----- |
| Ерік Бюе ведучий: Крістіан Мюгре Геллеруд Маріанн Мартінсен Нільс-Ерік Ульсет | змішана естафета 4×2,5 км | 27:53.6 | 3     |